# Signoria di Milano
La Signoria di Milano fu un antico Stato italiano nato nel maggio del 1259 a seguito dell'elezione di Martino della Torre a signore di Milano. Dal 1259 al 1277 fu governata dalla famiglia guelfa dei Della Torre fin tanto che, a seguito della battaglia di Desio, Napo della Torre fu costretto a cedere la sua carica a Ottone Visconti. Il dominio della famiglia ghibellina dei Visconti portò ad una serie di conquiste che portarono la famiglia al raggiungimento del titolo ducale nel 1395.

## Il contesto storico

### La crisi del Comune
Come molti comuni italiani a partire dal XII secolo anche Milano si dotò di un governo consolare. I consoli costituivano di fatto un governo oligarchico nel quale avevano voce le più importanti famiglie del milanese, nel 1130 Milano era governata da ventitré consoli e già in quell'epoca erano rappresentate la famiglia dei della Torre e quella dei Visconti. I consoli erano suddivisi in due ordini principali: quello dei capitanei, ovvero la classe più nobile, e quello dei valvassori, che già nel 1035 si era organizzata nella corporazione della Motta.  A seguito di una protesta nel 1198 ai capitanei e alla Motta si affiancò la Credenza di Sant'Ambrogio, un'assemblea composta dai membri delle dalle classi borghesi e popolari. In seguito alla formazione della Credenza le tre fazioni iniziarono a diventare sempre più litigiose e dando inizio una lunga serie di battaglie che culminarono nel 1225 con la vittoria della Credenza e il decisivo ridimensionamento del potere dei capitaneI.

### L'ascesa dei della Torre
Ormai in crisi nel 1240 la fazione nobiliare subì una scissione guidata da Pagano della Torre, il quale decise di confluire nella Credenza di Sant'Ambrogio che lo nominò podestà. Già proveniente da un'importante famiglia il della Torre assunse maggiore popolarità quando nel 1237 diede rifugio nei suoi possedimenti in Valsassina a ciò che restava dell'esercito milanese che era sconfitto nella battaglia di Cortenuova. Il della Torre governò la città fino alla sua morte avvenuta il 6 gennaio 1241. In questo breve periodo di governo fu in grado di stringere alleanze con le repubbliche marinare di Venezia e Genova, inoltre estese il catasto milanese riuscendo ad abbassare le tasse e placare il costante malcontento cittadino.

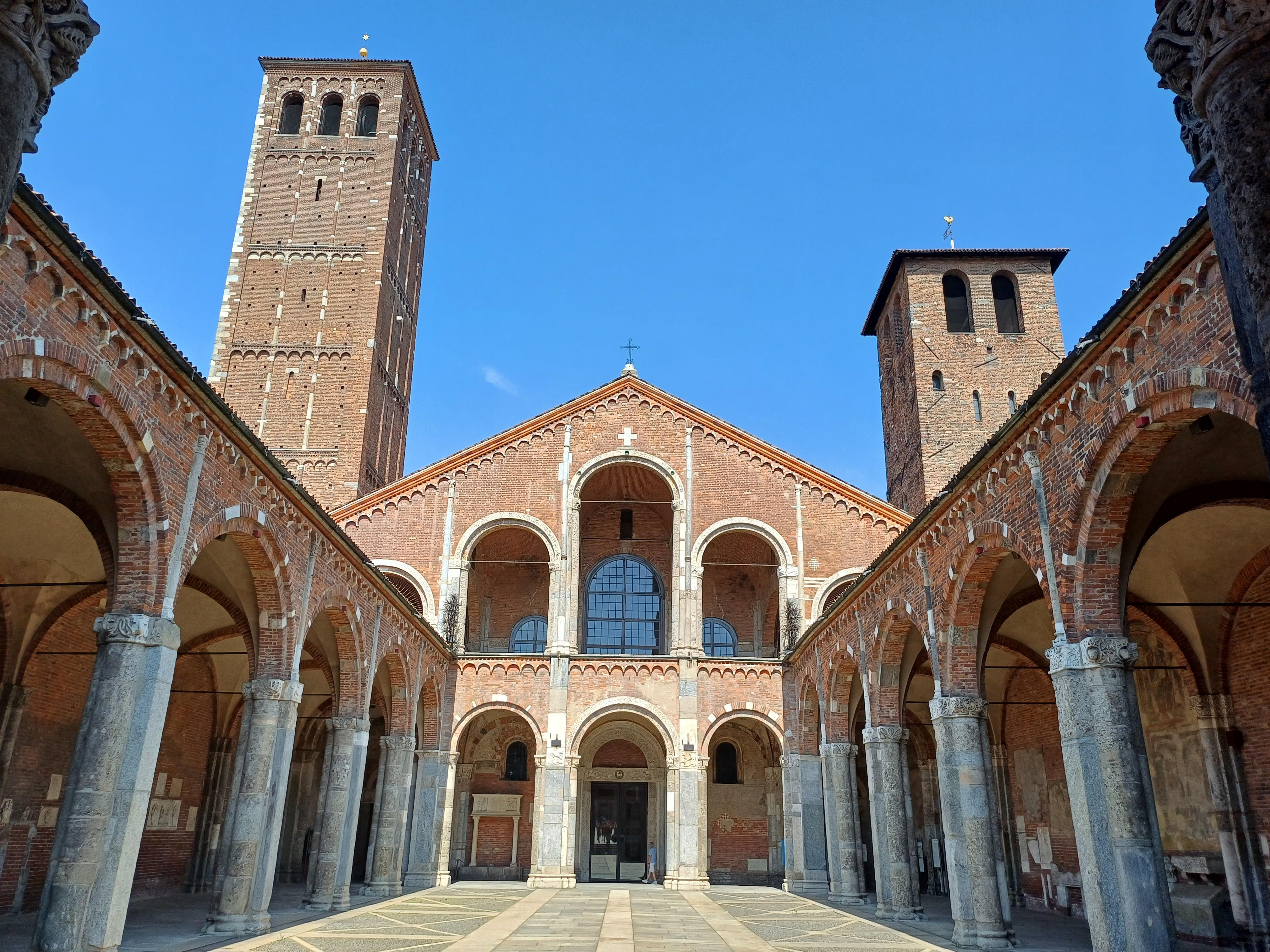
La basilica di Sant'Ambrogio, il luogo in cui fu firmata la pace del 1258

Nel 1246 gli scontri tra la fazione popolare e quella dei capitanei ripresero rendendo così impossibile l'amministrazione regolare del comune. A seguito dei disordini il 26 maggio 1247 il legato pontificio Gregorio da Montelongo conferì la carica di Anziano della Credenza al nipote di Pagano, Martino della Torre, il quale riordinò i poteri comunali. In breve tempo le lotte tra la Credenza e gli aristocratici ripresero e nel 1253 fu chiamato al governo della città Manfredo II Lancia che dopo tre anni decise di passare al partito ghibellino lasciando Milano. Con il vuoto di potere la guerra riprese e il 5 aprile 1257 prima di giungere ad un nuovo scontro i capitanei e la Motta, alleati contro la Credenza ancora guidata da Martino della Torre, si accordarono con la tregua di Parabiago alla quale succedette la Pace di Sant'Ambrogio il 4 aprile 1258. Nel frattempo anche a Como riprese la lotta tra la classe popolare, rappresentata dai Vittani, e quella nobiliare, guidata dai Rusconi. Così nel giugno del 1258, solamente tre mesi dopo la Pace di Sant'Ambrogio, i capitanei di Milano corsero in aiuto dei Rusconi e questo intervento provocò la pronta reazione della Credenza che mandando le sue truppe portò i Vittani alla vittoria i quali nominarono podestà di Como Martino della Torre, a seguito di questi avvenimenti a luglio si ruppe l'accordo di pace. Per evitare ulteriori disordini il 30 marzo 1259 nella Basilica di Santa Tecla si propose l'elezione di un capo: dalla parte della Credenza si candidò Martino della Torre, per la Motta Azzolino Marcellino e infine per i nobili Guglielmo da Soresina. Numericamente vinse il candidato della Credenza, ma la Motta insorta contro la scelta decise di allearsi con i capitanei e sostenere il da Soresina. Nonostante l'elezione del dalla Torre la Motta si allea con i nobili e acclama come capo Guglielmo da Soresina. A quel punto lo stallo venne rotto dal legato pontificio, l'arcivescovo di Embrun Enrico da Susa, il quale invitò il Soresina e il della Torre a uscire dalla città per trovare un accordo. Il della Torre recatosi a Como dove era podestà radunò un esercito ed entrò a Milano e in seguito a ciò la Credenza lo nominò signore di Milano istituendo così la Signoria di Milano.

## Storia

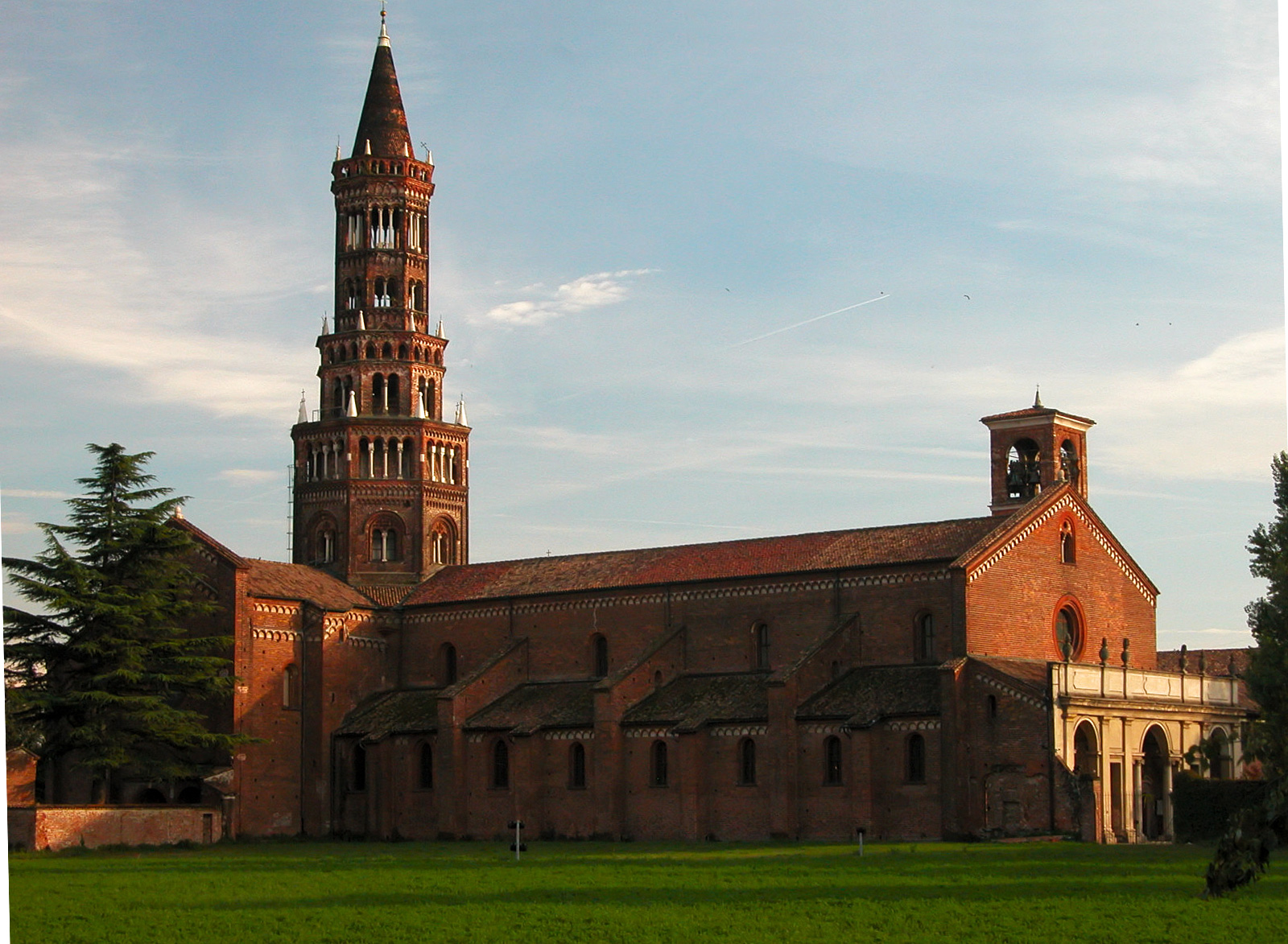
L'abbazia di Chiaravalle, luogo di sepoltura di Martino e Filippo della Torre, i primi due signori di Milano

Martino della Torre diventò così il primo signore di Milano nel maggio del 1259, come primo provvedimento decise di bandire i da Soresina dalla città in modo da non avere alcuna opposizione al governo. Pochi giorni dopo, il 17 settembre, decise di allearsi con lo Stato Pontificio per sconfiggere il maggiore sostenitore del Soresina, il ghibellino Ezzelino III da Romano che fu ucciso l'8 ottobre 1259 a seguito della battaglia di Cassano d'Adda. Dopo l'eliminazione dei nemici il della Torre pensò a trovare nuovi alleati così l'11 novembre Oberto II Pallavicino fu nominato capitano generale di Milano per cinque anni nonostante la scomunica papale e a seguito di ciò, l'anno seguente papa Alessandro IV decise di scomunicare anche Martino della Torre. Nonostante l'accentramento dei poteri il della Torre non riuscì a far eleggere a vescovo il cugino Raimondo, diretto discendente di Pagano, che invece fu assegnato alla diocesi di Como. All'arcivescovato di Milano prese posto il 22 luglio 1262 Ottone Visconti provocando l'ira del signore di Milano, il quale obbligò il Visconti, con l'aiuto del Pallavicino, a rifugiarsi a Montefiscone nello Stato Pontificio. Pochi mesi dopo la ritirata del Visconti, il 20 novembre 1263 morì a Lodi Martino della Torre a causa della scomunica fu sepolto nei pressi a dell'abbazia di Chiaravalle e non al suo interno.
La Credenza di Sant'Ambrogio elesse a signore di Milano Filippo della Torre, fratello di Martino. Nel dicembre del 1263 Filippo annesse Como alla signoria di Milano grazie al sostegno dalla famiglia locale dei Fittiani, e l'11 dicembre 1264, in seguito alla scadenza del mandato, Oberto II Pallavicino fu cacciato da Milano diventando di fatto nemico dei della Torre. Nel 1265 il della Torre offrì aiuto militare allo Stato Pontificio in cambio dell'elezione del cugino Raimondo e della deposizione di Ottone Visconti, ma la proposta fu nuovamente rifiutata da papa Clemente IV da poco insediatosi al trono papale. Il 24 settembre 1265 Filippo della Torre morì lasciando irrisolti i conflitti con la chiesa. Nonostante ciò Filippo Visconti riuscì a formare un fronte guelfo unito capeggiato da Milano e al seguito le città di: Bergamo, Como, Lecco, Lodi, Monza, Novara, Varese e Vercelli e Brescia, grazie anche alle alleanze e agli intrecci parentali con la potente famiglia dei Maggi.

### Napoleone della Torre
Nel 1265 in seguito alla morte di Filippo la Signoria di Milano passò a Napo della Torre, figlio di Pagano, il quale fu affiancato dai fratelli Francesco e Paganino. Francesco fu nominato signore del Seprio, mentre e Paganino divenne podestà di Vercelli. La vendetta del Pallavicino non si fece attendere e il 29 gennaio 1266 Paganino fu assassinato da una banda di nobili milanesi proscritti aiutati da alcuni pavesi alle dipendenze del Pallavicino. A seguito dell'uccisione del fratello, Napo della Torre fece decapitare i tredici nobili congiurati e inoltre diede l'ordine di decapitare dodici nobili rinchiusi nella carceri Milanesi a seguito della battaglia di Tabiago e altri ventotto nobili rinchiusi nelle carceri di Trezzo. Per evitare altre intrusioni dell'ormai ex alleato Oberto II Pallavicino il 23 marzo 1266 Napo decise di convocare i rappresentanti delle città della lega lombarda. Risolto il problema del Pallavicino, Napo, dovette affrontare anche l'annoso diverbio riguardante l'arcivescovato di Milano iniziato nel 1259. Su pressione del papa il 7 dicembre 1266 Milano decise di accettare la nomina di Ottone Visconti, a seguito di ciò tutti i milanesi furono assolti dalla scomunica, ma per precauzione Ottone rimase ancora a Viterbo.

Dal 1267 al 1274 si affermò la signoria dei della Torre, il 4 aprile 1267 Napo e il fratello Francesco assunsero formalmente il compito di guidare la lega guelfa, e per gli anni seguenti Napo e il fratello Francesco riuscirono a governare la Signoria in relativa tranquillità. In questo periodo si ebbe il miglioramento dei rapporti con i francesi, i quali stipularono con Milano migliori accordi riguardanti il commercio della lana. Nell'aprile del 1270 Milano muove guerra a Lodi che cadrà 3 mesi dopo sotto l'assedio di Napo, che diventa signore della città. Nel 1271 a causa delle continue guerre e dell'aumento delle tasse seguirono innumerevoli rivolte: prima Brescia e poi Lodi abbandonarono la Lega guelfa e passarono ai ghibellini, quest'ultima venne però riconquistata da Napoleone. Dopo Lodi si rivoltò anche Como e perfino a Milano iniziavano a nascere opposizioni. Successivamente, anche Crema, Cremona e Novara insorsero. Nel 1272 venne indetto il consiglio degli ottocento, che finalmente riconobbe ufficialmente Napoleone come signore di Milano, sancendo così la nascita ufficiale della signoria. Napoleone viene insignito del vicariato imperiale il 23 ottobre del 1273 dall'appena nominato imperatore Rodolfo I d'Asburgo. Dopo aver indirizzato le truppe nuovamente contro Pavia il 6 giugno 1274 Napoleone stipula un trattato di pace con Pavia e Novara.  

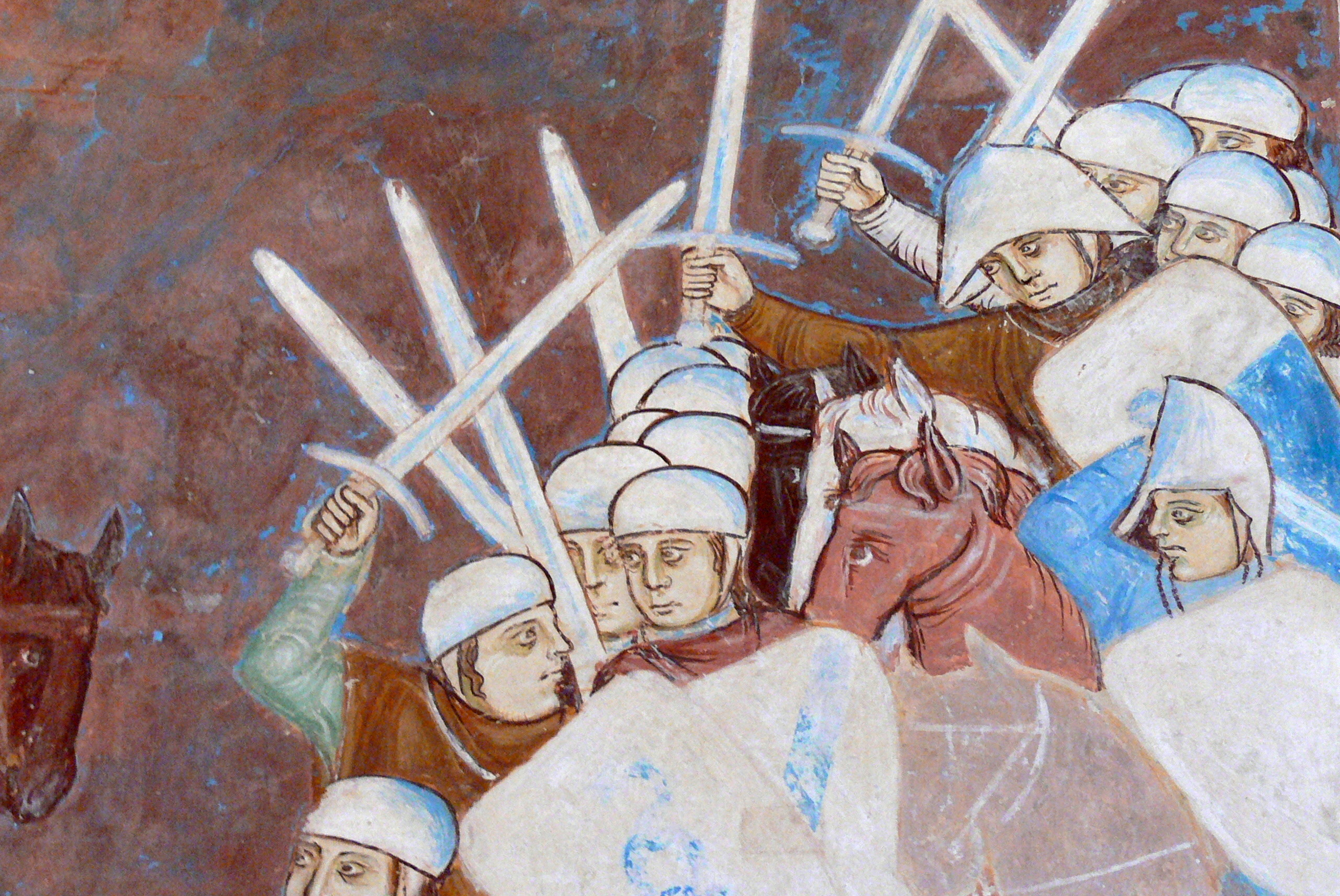
Affresco nella rocca di Angera raffigurante la battaglia di Desio nella quale i Della Torre persero il predominio sul milanese

La rivalità con Ottone aumenta e Napoleone decide di inviare 6000 uomini in difesa della città. In questo periodo infatti si verifica episodi di guerriglia da parte dei pavesi e delle fazioni ghibelline, vengono così assunti dei mercenari e coadiuvato dall'esercito dell'imperatore Rodolfo riesce a sconfiggere l'esercito pavese ed uccidere il loro comandante Goffredo di Langosco. Inoltre riesce a fare diversi prigionieri tra cui Teobaldo Visconti, nipote dell'arcivescovo Ottone e padre di Matteo Visconti. Ottone decide quindi di occupare Castelseprio, ma viene messo in fuga da Napo. Dopo aver vinto nel 1276 l'importante battaglia della Guazzera, presso Ranco nel varesotto, e successivamente perso la battaglia di Germignaga, combattuta per il possesso della rocca di Angera, che comunque restò nelle mani dei Torriani.
Viene sconfitto e catturato nella battaglia di Desio del 21 gennaio 1277 dall'arcivescovo Ottone Visconti. Muore l'anno seguente in prigionia nel castello di Baradello presso Como. Il fratello Francesco resta ucciso nel corso della stessa battaglia. Pure il figlio Corrado detto "Mosca" e Guido, figlio di Francesco, vengono fatti prigionieri, ma riescono a fuggire dal castello nel 1284. Con l'arrivo del Visconti a Milano i possedimenti dei della Torre vennero saccheggiati. Da questo momento i della Torre organizzano una guerriglia senza tregua contro i Visconti aiutati dal Friuli e dalle città padane a loro fedeli.
Sotto il governo di Napoleone della Torre Milano viene modernizzata da un'ampia programma di lavori pubblici che la trasformano radicalmente, facendola diventare la vera metropoli dell'Italia settentrionale. Inizia la costruzione di una chiesa dove ora sorge la Chiesa di San Bernardino alle Ossa e due anni dopo si avvia anche la costruzione della chiesa dei Santi Simone e Giuda. Il 20 maggio del 1271 Napoleone ordina che vengano selciate le strade principali, iniziando da quelle di Porta Nuova e Porta Orientale e nello stesso anno viene completato il tratto di naviglio tra Milano ed Abbiategrasso. Nel maggio del 1272 viene decisa la costruzione di una torre nel broletto nuovo di Milano.

### Ottone Visconti
Nel 1277 Ottone Visconti riorganizzò le assemblee statali e stilò una lista contenente le 200 famiglie nobiliari ammesse in città. Ottone è costretto a fronteggiare i della Torre a Lodi e gli viene in soccorso Guglielmo VII del Monferrato che verrà nominato capitano generale su proposta di Ottone per 10 anni. L'11 maggio 1278 Cassono della Torre s'impadronisce di Lodi con l'aiuto delle truppe imperiali e del patriarca d'Aquileia Raimondo della Torre e il 13 luglio le truppe torriane guidate da Cassono della Torre riescono a sconfiggere i Visconti entrando nel borgo di Porta Ticinese. Intanto le mire espansionistiche di Guglielmo costringono Ottone Visconti a sollevarlo dall'incarico il 15 settembre del 1278, Cassono però attacca il Visconti a Gorgonzola e a causa della grande sconfitta è costretto a chiedere l'aiuto di Guglielmo e nel novembre dello stesso anno gli conferisce la carica di Signore Perpetuo di Milano richiesta precedentemente.  Il 25 maggio 1281 nella battaglia a Vaprio d'Adda fra i Torriani e i Visconti l'esercito dei Torriani è sconfitto. Il patriarca Raimondo ritorna in Friuli e Lodi ottiene la pace con Milano a condizione di espellere tutti gli esuli guelfi milanesi. Nel dicembre dello stesso anno Guglielmo VII del Monferrato viene cacciato da Milano e Ottone si assicura la successione adottando Guido da Castiglione. Nel marzo del 1285 Goffredo della Torre dopo aver raccolto mercenari a Bergamo e a Como, entra nel territorio milanese e s'impadronisce di Castelseprio che verrà distrutto dai visconti due anni dopo.

### Matteo Visconti
Nel dicembre del 1287, Matteo I Visconti venne nominato capitano del popolo e rivede immediatamente gli statuti comunali, verrà poi nominato signore di Milano nel 1291. Nel settembre del 1290 il marchese Guglielmo VII di Monferrato marcia verso Milano coi della Torre. Arrivato a Morimondo, di fronte all'esercito di Ottone Visconti si ritira, scappa ad Alessandria dove però è catturato e chiuso in una gabbia, dove rimarrà per un anno e mezzo fino alla morte nel 1292. Il 2 maggio 1294 Matteo Visconti è nominato vicario imperiale per la Lombardia e muove guerra a Lodi e Crema. Nel 1297 Matteo Visconti fa costruire il castello di Novara e la cappella viscontea nella Basilica di Sant'Eustorgio e il campanile che verrà ultimato nel 1309 e sarà dotato del primo orologio pubblico di Milano.
Nel maggio dl 1301 il Visconti propone la nomina del figlio Galeazzo a capitano del popolo, ma i parenti Albertone Visconti, Landolfo Borri, Corrado da Soresina, Pietro Visconti congiurano contro di lui senza successo. Matteo viene poi chiamato a Bergamo per riappacificare le famiglie locali e diverrà capitano del popolo per 5 anni e proprio qui a Bergamo il 6 luglio 1301 Giovanni I del Monferrato insieme ai della Torre e le città di Novara, Vercelli, Pavia, Como e Cremona vengono definitivamente sconfitti. Nell'aprile del 1302 ricompaiono a Lodi i della Torre, il Mosca, Erecco e Martino figlio di Cassone insieme alla lega antiviscontea con Cremona, Pavia, Piacenza, Novara, Vercelli, Lodi, Crema e il Marchesato del Monferrato, sotto la guida di Alberto Scotti. Dopo la cattura nel giugno del 1302 di Pietro Visconti a Bisentrate si riaccendono anche gli animi dei parenti che radunano un esercito di 10.000 uomini. Il 13 giugno il palazzo dei Visconti è saccheggiato e distrutto dai della Torre e i parenti avversari. Matteo ricorre all'intermediazione di Venezia per trattare la pace, ma con al pace di Pioltello i torriani lo costringono ad abbandonare il governo di Milano.

### Il ritorno dei della Torre
Ritorna in città il potere dei della Torre che però sono osteggiati da parte della popolazione, mentre Matteo Visconti si rifugia a Nogarola ospite degli Scaligeri. Il visconti non si perde d'animo e nel maggio del 1303 occupa Bellinzona poi Varese e l'anno dopo è a Brescia e poi a Martinengo. Intanto i della Torre erano entrati in conflitto con Alberto Scotti che riescono però a sconfiggere nel 1304. Il 17 dicembre del 1307 Guido della Torre viene nominato Capitano del popolo per un anno per poi essere nominato Capitano perpetuo il 22 settembre 1308. Nel 1309 iniziano le prime discordie tra Guido e Cassono della Torre che viene esiliato, l'arcivescovo dopo aver scomunicato Guido entra in alleanza l'anno successivo con Matteo I Visconti. A fronte di questa situazione interviene l'imperatore Enrico VII di Lussemburgo che depone Guido della Torre e viene nominato da Casonno re d'Italia nella Basilica di Sant'Ambrogio. Il 12 febbraio 1311 l'imperatore a causa di tumulti milanesi raccoglie un buon esercito, i Visconti pronti ad assalirli li accolgono con tranquillità, mentre i della Torre, sicuri dell'appoggio visconteo, incitano alla rivolta, ma vengono sconfitti dalle truppe reali. Galeazzo decide quindi di confermare la sua fedeltà all'imperatore e riprende il controllo della signoria. Così tramonta definitivamente il potere dei della Torre sulla Signoria di Milano.

### Il dominio dei Visconti
Il dominio cittadino torna definitivamente in mani viscontee solo il 20 settembre del 1313 quando Matteo Visconti viene nuovamente nominato signore di Milano a vita. I torriani, alleati di Pavia, riprendono la lotta con i visconti e il 24 settembre sono sconfitti a Rho. I della Torre ottengono l'appoggio papale tanto che il 28 maggio del 1317 il papa reputa la Signoria di Matteo illegittima, ma il potere visconteo continua ad aumentare con la nomina di Giovanni Visconti ad arcivescovo di Milano, non accettata però da papa Giovanni XXII che nomina Aicardo Antimiani di Novara. Si stringono nuovi rapporti commerciali con la Repubblica di Venezia e con la Francia. Il 4 gennaio 1318 Matteo è scomunicato e successivamente verrà inflitta la stessa pena anche a Cangrande I della Scala e Rinaldo dei Bonacolsi, signori ghibellini di Verona e Mantova. I rapporti con il papato rimangono tesi e dopo non essersi presentato alla corte papale ad Avignone il 16 dicembre 1321 Il papa ordina all'arcivescovo di Milano esule, Aicardo di Camodegia, di aprire un nuovo processo per eresia contro Matteo Visconti il figlio Galeazzo e molti parente a quell'epoca già morti come Ottone Visconti. Il 30 marzo del 1322 i milanesi sono colpiti dall'inquisizione e perdono beni e diritti. Matteo I Visconti ormai anziano, 74 anni, si ritira a Crescenzago e muore il 24 giugno 1322 lasciando il governo al figlio Galeazzo che viene nominato signore il 10 luglio.
Durante la sua signoria Matteo si dedica anche alla costruzione di opere pubbliche, nel 1316 viene decisa la costruzione della Loggia degli Osii in Piazza dei Mercanti per il capo della Società di giustizia Scoto di San Geminiano e l'anno successivo viene costruita la chiesa di Santa Maria dei Servi.

#### Galeazzo Visconti

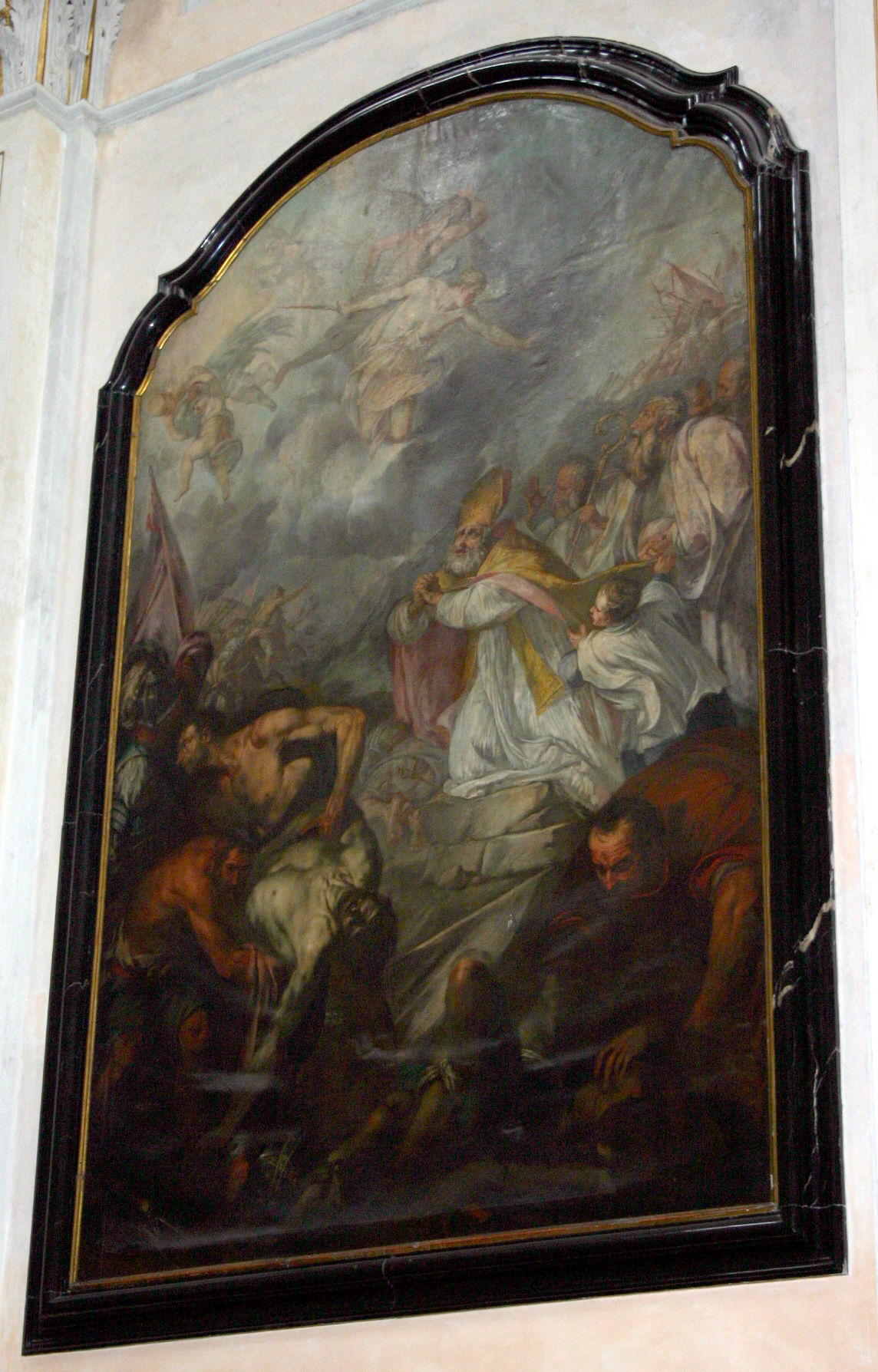
Sant'Ambrogio appare nella battaglia di Parabiago

La situazione milanese però è ancora turbolenta e l'8 novembre Galeazzo è costretto a lasciare Milano e rifugiarsi a lodi dopo alcuni scontri con Lodrisio Visconti, Francesco da Garbagnate e quei milanesi che cercavano un accordo con il papa. Il governo di Milano è affidato al capitano borgognone Giovanni di Chatillon, il vicario di Federico il Bello rimasto in Lombardia dopo la sconfitta del suo Signore. Per paura del ritorno dei della Torre il 12 dicembre Galeazzo viene richiamato alla guida della città ormai in preda al caos e ai saccheggi. Il papa muove guerra a Milano insieme ai della Torre, riesce a prendere Monza e dichiara Galeazzo eretico.  Nel 1323 le truppe papali sono stremate, riparano a Monza che viene assediata l'8 agosto da Marco Visconti. Nel febbraio del 1324 l'esercito papale viene sconfitto dai milanesi a Vaprio d'Adda. Muore Simone della Torre ed è catturato il comandante Raimondo da Cardona, poi liberato per riuscire a discutere a Piacenza un trattato di pace con il pontefice. Nel 1325 Galeazzo si dedica alla costruzione del castello di Monza.
L'opera di unificazione fu completata da Azzone Visconti, figlio di Galeazzo e nipote di Matteo, che si adoperò per gettare le basi di una struttura che coordinasse politicamente i suoi domini e che accentrasse il potere nelle mani della dinastia. Nell'anno 1327, con la morte del padre, rimase lui come unico erede ed in opposizione al pontefice, comprò il titolo di vicario di Milano dall'Imperatore Lodovico il Bavaro. Nel 1332 al governo del nuovo vicario, si associarono gli zii Luchino e Giovanni Visconti, figli di Matteo, in una sorta di triumvirato. L'altro zio Lodrisio, rimastone fuori, inscenò invano una serie di congiure per spodestare i tre; quando tutti suoi complici furono arrestati da Azzone il 23 novembre 1332, e rinchiusi nelle prigioni di Monza (dette i forni), fu costretto a fuggire a Verona, dove ospite di Mastino II della Scala, tesse una serie di alleanze, tra i quali rientravano gli scaligeri stessi ed il Signore di Novara Calcino Tornielli, nemico dell'Arcivescovo Giovanni. Si venne allo scontro decisivo il 21 febbraio 1339 nella Battaglia di Parabiago, vinta dai triumviri.

### Il triumvirato
11 ottobre 1354 dopo la morte dell'arcivescovo Giovanni Visconti, la Signoria di Milano fu divisa tra i nipoti Matteo II, Galeazzo II e Bernabò. In questo periodo inoltre il futuro imperatore Carlo IV discese in Italia per essere incoronato, e una volta acconsentita l'incoronazione nella basilica di Sant'Ambrogio, il 6 gennaio 1355 Carlo IV fu incoronato con la corona ferrea dall'appena nominato arcivescovo di Milano Roberto Visconti. Sceso fino a Roma l'imperatore fu nuovamente incoronato il 5 aprile 1355 e tra l'8 e il 15 maggio Carlo IV inviò ai Visconti i nuovi diplomi di vicariato imperiale che spartiscono i territori tra i tre fratelli in quanto questi furono emanati dall'imperatore prima dell'incoronazione a Roma. Nel frattempo il 17 aprile 1355, poco prima dello scadere della tregua tra la Lega e i Visconti, Giovanni Visconti da Oleggio si ribellò ai Visconti entrando a Bologna e il 20 aprile si fece proclamare podestà. In agosto, in seguito alla presa di Bologna, Bernabò decise di intervenire e riprendere la città senza però riuscirci. Il triumvirato ebbe vita breve, infatti il 26 settembre 1355 Matteo II Visconti muore improvvisamente nel suo castello di Saronno, probabilmente per mano dei due fratelli. La signoria fu divisa nuovamente tra Galeazzo II e Bernabò che ottennero rispettivamente la parte occidentale e quella orientale del regno, mentre ai figli non fu riconosciuto alcun diritto di successione.

### La guerra con il marchese di Monferrato
Contemporaneamente alla fine del triumvirato, il 30 ottobre 1355 nacque una nuova lega contro Milano guidata dal marchese di Monferrato, il quale dichiarò guerra a Milano il 15 dicembre. Il 1355 è l'anno in cui il marchese Giovanni II del Monferrato accrebbe il suo potere, infatti grazie al servizio di protezione prestato all'imperatore durante la sua discesa verso Roma il marchese ottenne il 3 giugno il vicariato imperiale su Pavia, condividendolo con il cugino Ottone IV di Brunswick.
La guerra iniziò Il 23 gennaio 1356 con l'occupazione di Asti, ma in breve tempo il marchese del Monferrato conquisto anche Alba, il 4 febbraio prende Alba e Cuneo il 15, inoltre prese ai Visconti anche Mondovì e Chieri. Il 10 febbraio in aiuto del marchese accorse anche il podestà di Bologna Giovanni Visconti da Oleggio, il quale solo due mesi prima si era accordato con Bernabò per spartirsi il potere su Bologna. La risposta dei Visconti non si fece attendere e ad aprile Galeazzo, con l'aiuto di Pandolfo Malatesta mise sotto assedio Pavia e attaccò il Monferrato. L'assedio però non andò a buon fine e il 28 maggio a seguito di un attacco a sorpresa guidato dal frate Iacopo Bussolari l'esercito di Galeazzo II Visconti subì una grave sconfitta. Ben presto i Visconti furono costretti a trovarsi degli alleati e il 27 giugno formarono una lega con Giacomo di Savoia-Acaia il quale però richiese ai due signori di Milano di intervenire anche contro il marchese Tommaso II di Saluzzo. I territori di Mondovì, Morozzo, Cuneo e Cherasco sottratti ai Visconti furono acquisiti nel giugno del 1356, Filippo II d'Angiò, vicario in Piemonte della regina di Napoli Giovanna. La guerra prosegue e in agosto Bernabò decise di assediare Castelleone, dove però venne sconfitto. I problemi aumentano quando il 4 ottobre il vicario imperiale Marquardo di Randeck accusò Galeazzo e Bernabò Visconti di offese all'imperatore, decise quindi di marciare su Milano. Il 9 novembre 1356 anche Novara viene persa, ma quattro giorni dopo, nella battaglia di Casorate Primo le truppe imperiali guidate da Marquardo di Randeck subirono una sconfitta da parte dell'esercito milanese e il vicario fu fatto prigioniero. durante lo scontro le truppe di Bernabò furono comandate dal Lodrisio Visconti, mentre quelle di Galeazzo dal fidato Pandolfo II Malatesta. Nel frattempo Genova insorse e ripristinò il doge Simone Boccanegra. In primavera Bernabò fu autorizzato dal papa a conquistare Bologna, inoltre tentò di prendere Reggio e Mantova senza riuscirvi. Un altro problema per i Visconti fu causato dal Conte Lando, alleato della lega antiviscontea e capo della Grande Compagnia, il quale nel novembre del 1357 iniziò a saccheggiare i dintorni di Milano. Finalmente il 6 aprile 1358 a Milano si aprì la conferenza per la pace a cui parteciparono tutti gli Stati italiani comprese la Repubblica di Venezia e la Contea di Savoia. Dopo due mesi di lavori, l'8 giugno 1358 a Milano in Sant'Ambrogio si firmò la pace. In seguito all'accordo Novara e Alba tornano ai Visconti mentre Asti e Pavia restarono al marchese di Monferrato.
Dall'iniziale congregazione di città sottoposte al dominio di un unico signore, Giovanni e Luchino, ma soprattutto Gian Galeazzo e Bernabò, tramite un'intensa attività di consolidamento della loro supremazia attuata con il ridimensionamento delle autonomie locali e l'attrazione nella loro orbita delle molteplici piccole signorie rurali crearono una sorta di struttura statuale. Con Giovanni Visconti, a metà del XIV secolo, si ebbe la prima grande espansione dei possedimenti della famiglia sia con la vittoria sui Signori di Verona (gli Scaligeri) sia con la sottomissione di Genova e Bologna; grazie a queste estensioni Gian Galeazzo riuscì a ottenere nel 1395 dall'imperatore Venceslao di Lussemburgo il titolo di duca ponendo così fine alla signoria e dando inizio al ducato.

## Economia
Nel secolo XIII Milano era una delle poche città europee ad avere più di 150.000 abitanti, l'artigianato era in pieno sviluppo, soprattutto per la lavorazione dei metalli per la produzione delle armi, e dei tessuti, agricoltura e allevamento erano fiorenti ed i traffici intensi, anche grazie alla costruzione del Naviglio Grande, che favorì gli scambi e irrigò sapientemente le campagne. L'inizio della costruzione del Duomo di Milano da parte di Gian Galeazzo Visconti nel 1387 manifestava nel modo più tangibile l'affermazione della floridezza della città e della signoria dei Visconti.  Ampie descrizioni delle attività di Milano sono evidenti dal "De magnalibus urbis Mediolani" di Bonvesin de la Riva.

## Stemmi

1259-1274
1274-1277
1277-1395